# Trullo

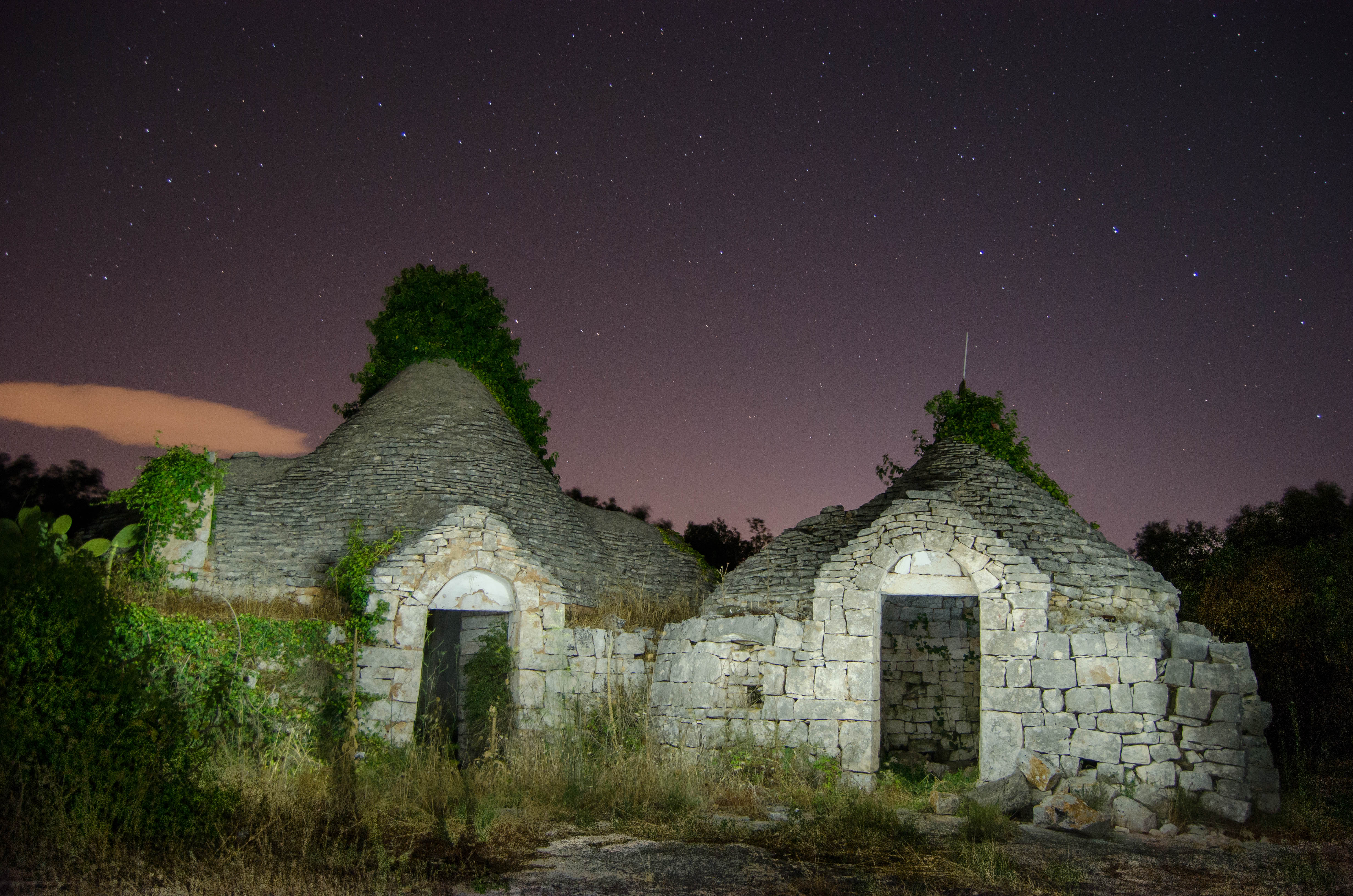
Due trulli

Il trullo (greco antico τροῦλλος trûllos, "cupola") è un tipo di costruzione conica in pietra a secco tradizionale della Puglia centro-meridionale. I trulli venivano generalmente edificati come ricoveri temporanei nelle campagne o abitazioni permanenti per gli agricoltori. Buona parte dell'agglomerato di Alberobello nella città metropolitana di Bari è costituito da trulli (come fino agli anni cinquanta il comune di Villa Castelli in provincia di Brindisi).
Il trullo costituisce un perfezionamento del modello preistorico e greco arcaico della thòlos, presente in varie zone d'Italia e del Mediterraneo; i trulli si distinguono per la continuità d'uso di cui sono stati oggetto. Nonostante nelle zone di sviluppo dei trulli si rinvengano reperti archeologici di epoca preistorica, o fondazioni di capanne in pietra risalenti all'età del bronzo, non esistono trulli particolarmente antichi: i più antichi ancora esistenti sono databili alla fine del XVII secolo a ridosso dell'altopiano pugliese della Murgia.
Le origini delle costruzioni a trullo in Puglia e in particolare dei Trulli di Alberobello - (tra i quali il trullo supremo) dichiarati dal 6 dicembre 1996 Patrimonio mondiale dell'umanità dall'UNESCO - sono oggetto di ricerche e dibattiti.

## Storia

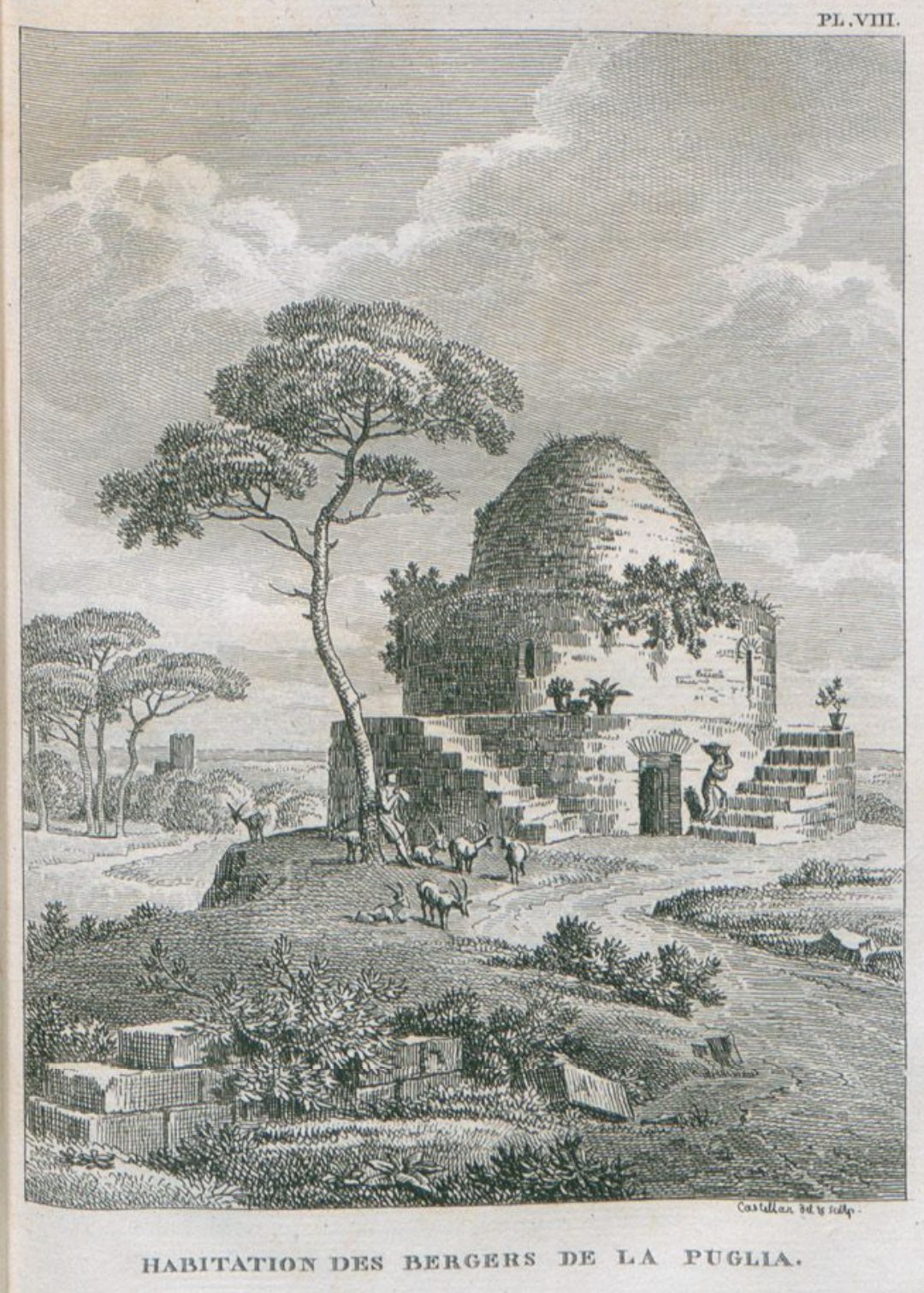
Xilografia di un trullo del 1797 inclusa nel libro Lettres sur l'Italie, di Antoine-Laurent Castellan

I trulli fino al 1870 non sono stati oggetto di ricerca e di studio: solo a partire dalla seconda metà dell'Ottocento iniziarono i primi studi e vennero formulate le prime teorie riguardanti la loro origine ed edificazione. In particolare l'origine delle costruzioni a trullo del nucleo di Alberobello è oggetto di ricerche e dibattiti.
È comunque possibile riconoscere nella forma trullo lo schema classico della tomba a thòlos del Tesoro di Atreo della Civiltà micenea, databile tra 1500 e 1250 a.C. Tale tipo costruttivo è, in forma più o meno primitiva, riscontrabile in varie parti del mondo e in particolare nei Paesi europei e nell'area del Mediterraneo. Per quanto non si possa escludere un'origine autoctona, la maggior parte degli studiosi concorda che l'architettura del trullo sia giunta dal Vicino Oriente. Le diverse località in cui si ritrovano tipi costruttivi analoghi sono accomunate dalla stessa disposizione stratigrafica del terreno, che rende disponibile il particolare tipo di pietra necessario alla costruzione di queste strutture a secco. I popoli pelasgici (preelleni del I millennio a.C.), messapici, fenici (1200 a.C.) nel corso della preistoria sbarcarono numerosi anche in Puglia, attraversandola od occupandola, costruendo sia strutture megalitiche (come dolmen e menhir) sia microlitiche, come le specchie e i trulli.
Non si hanno però testimonianze di trulli millenari (iscrizioni, epigrafi o contrassegni) e gli esemplari più antichi possono essere datati alla fine del XVII secolo, nella forma semplice del trullo di campagna, non esclusivo della Murgia dei Trulli. Il terreno locale forniva facilmente il materiale da costruzione, grazie al sottosuolo calcareo costituito, in superficie, da strati sottili; i trulli infatti sono rari dove la geologia del terreno non è costituita da calcare stratificato.
I primitivi trulli pugliesi vennero edificati da contadini e pastori con le pietre raccolte sul posto, nei poderi stessi. Costituiti di un solo vano, erano utilizzati come ricovero temporaneo o come deposito per gli attrezzi agricoli. Nel corso del tempo la forma subì una lenta evoluzione, arrivando ad abitazioni di più ambienti, costituite da un vano principale, più altri vani minori perimetrali come alcove.

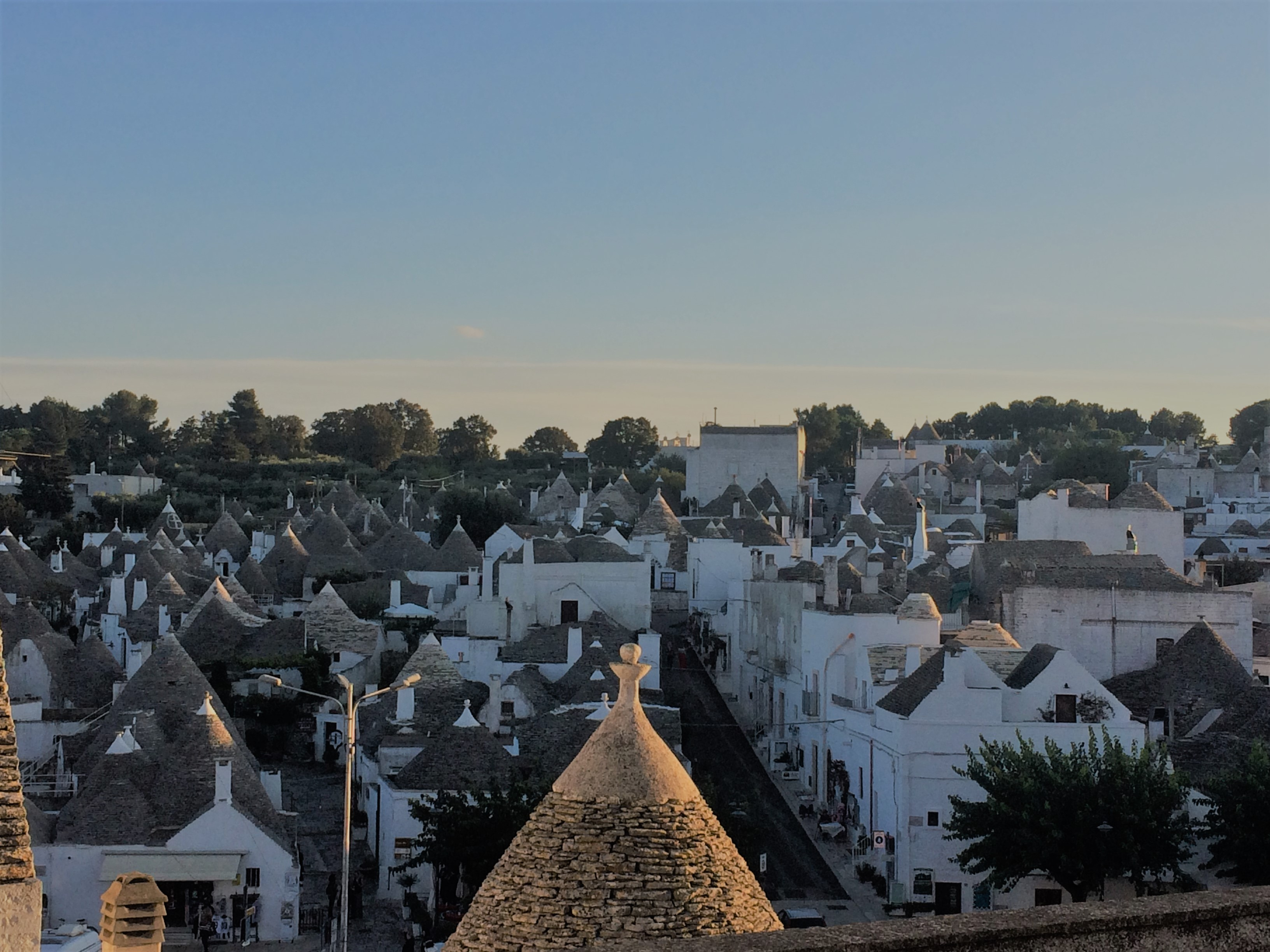
Schiera di trulli

La diffusione dei trulli fu provocata dal fenomeno del frazionamento del fondo feudale, che portò all'insediamento sparso nelle campagne e allo sfruttamento agricolo di terreni in precedenza incolti, con la necessità di costruire ricoveri per ogni podere. L'area un tempo boscosa in cui sorge il centro di Alberobello - un agglomerato unico al mondo con i suoi 1500 trulli - fu fino al 1481 un feudo dei duchi Caracciolo di Martina Franca, quindi passò in mano ai conti Acquaviva di Conversano, i quali fecero insediare numerosi contadini concedendo loro alcuni benefici (seppur riservandosi l'esclusivo diritto di proprietà), come la possibilità di costruire dei rifugi con la pietra locale, purché con murature a secco, senza l'uso di leganti idraulici come la malta, in modo da poterli rapidamente demolire in caso d'ispezione del viceré spagnolo del Regno di Napoli, eludendo così la Pragmatica de Baronibus, legge che imponeva autorizzazioni e tasse per i nuovi insediamenti, in vigore fino al 1700.
La selva di Alberobello fu urbanizzata soprattutto da uno di questi conti, Giangirolamo II Acquaviva d'Aragona detto il Guercio di Puglia (1600-1665), considerato dai suoi sudditi un tiranno vendicativo e sanguinario, arrestato e incarcerato nel 1648 a Madrid per volontà di Filippo IV. Il villaggio da lui fondato rimase un insediamento abusivo, nel quale i signori potevano vantare ogni diritto a scapito della popolazione, fino al 1797, quando contava 3 200 abitanti e fu liberato dal giogo feudale dal re di Napoli Ferdinando IV. Il 23 settembre 1910 Alberobello divenne un monumento nazionale.

## Descrizione

### Denominazioni locali
La Murgia dei Trulli comprende generalmente la Valle d'Itria e i comuni limitrofi ad essa, cioè i comuni di Alberobello, Castellana Grotte, Conversano, Locorotondo, Monopoli, Noci, Polignano a Mare e Putignano nella Città metropolitana di Bari; il comune di Martina Franca e il suo comprensorio in provincia di Taranto e gli agri dei comuni di Mottola, Massafra, Crispiano e Grottaglie sempre della provincia tarantina; Ceglie Messapica, Cisternino, Fasano, Ostuni, San Michele Salentino e la frazione Selva di Fasano in provincia di Brindisi; anche in altri comuni limitrofi (ad esempio Latiano in c.da Sardella) ai suddetti c'è la presenza di trulli, ma comunque in minor misura.
Il modello costruttivo di architettura spontanea che è identificato in italiano col termine "trullo" viene sovente designato dalle popolazioni locali con dei sinonimi dialettali: in Valle d'Itria per riferirsi a questa costruzione viene usato il termine caseddə o casìdde (cioè piccola casa, ma con genere maschile), spesso italianizzato nel sostantivo femminile casedda.
In altre zone della Puglia costruzioni analoghe, che tuttavia non possono essere definite propriamente con il termine di trullo, sono denominate: ‘tturr a San Ferdinando di Puglia; casiedde, caselle, pagghiaie del barese settentrionale; Truddu, pajaru, pagghiaru, truddo nel Salento settentrionale (tarantino), truddhu, ruddo, turri, furnieddhu, furnu, pajaru, chipuru, calvari, lamia nel Salento meridionale.
La parola "Trullo" comparve per la prima volta ufficialmente nel periodo fascista dal 1930.

### Struttura

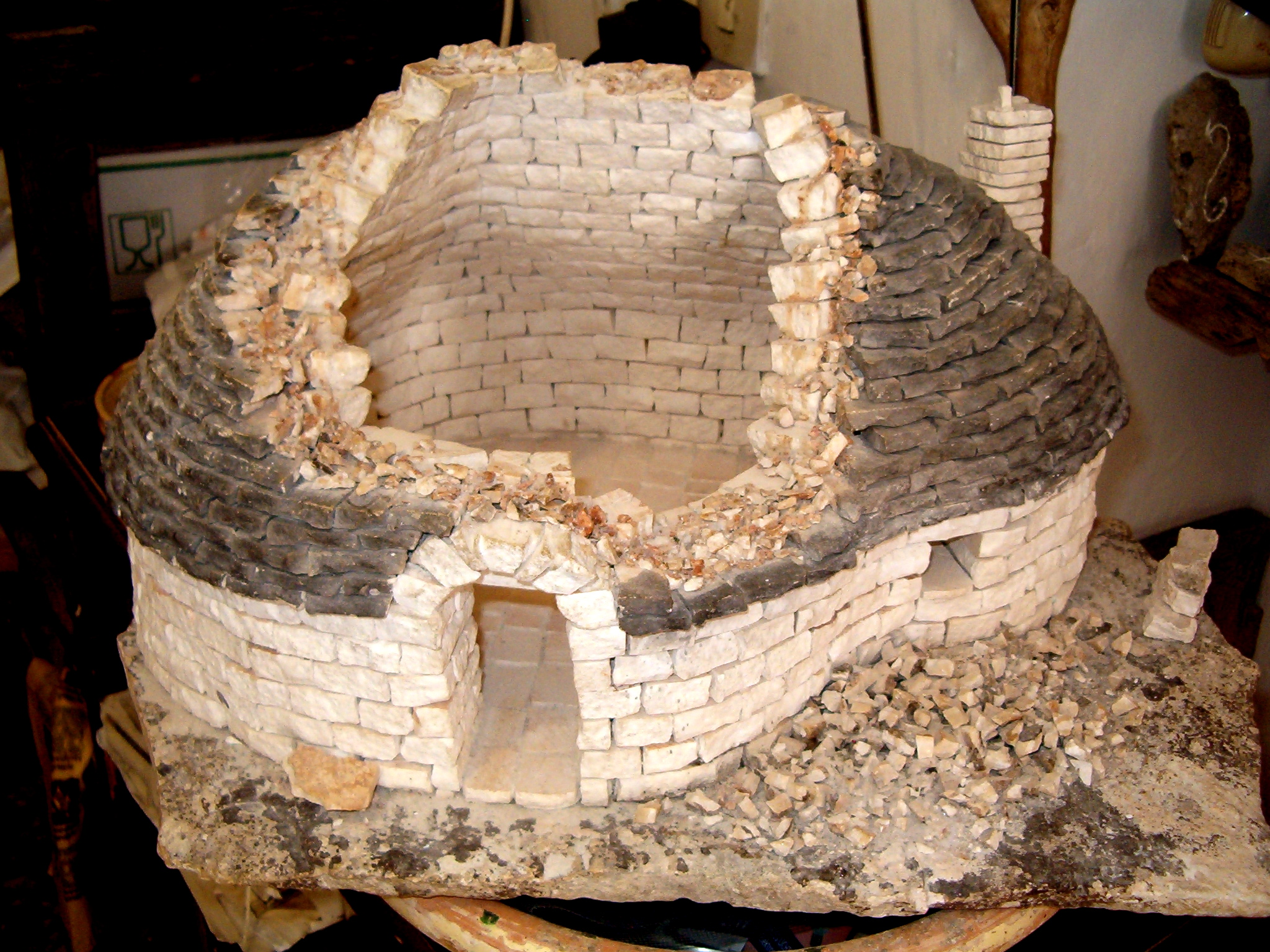
Modello che evidenzia struttura e tecnica costruttiva di un trullo di Alberobello; si può notare l'intercapedine nella muratura.

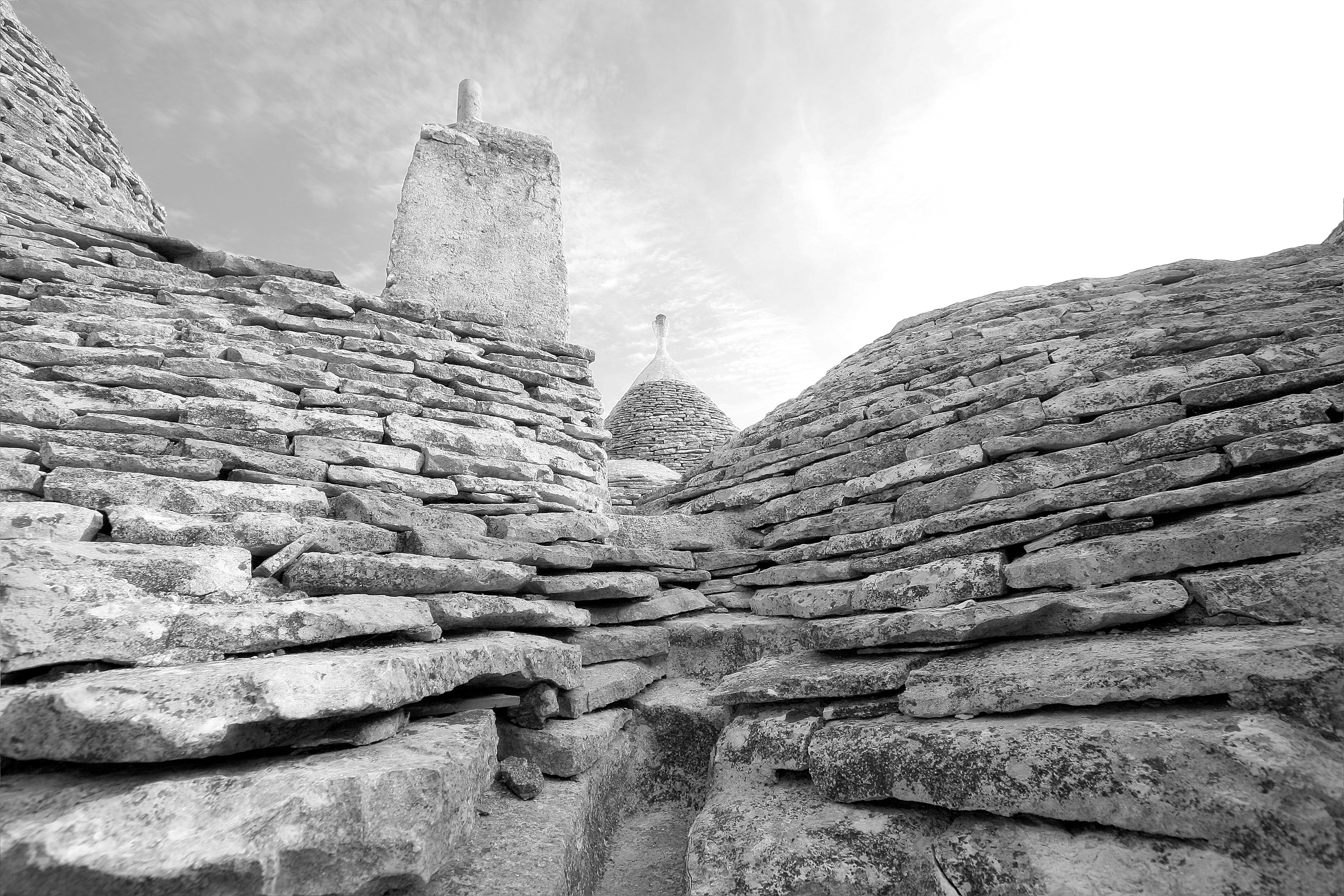
Nell'immagine si noti la sovrapposizione delle lastre di pietra grezza, le cosiddette chiancarelle, che costituiscono il tegumento esterno della cupola garantendone, per le modalità di posa in opera, l'impermeabilizzazione

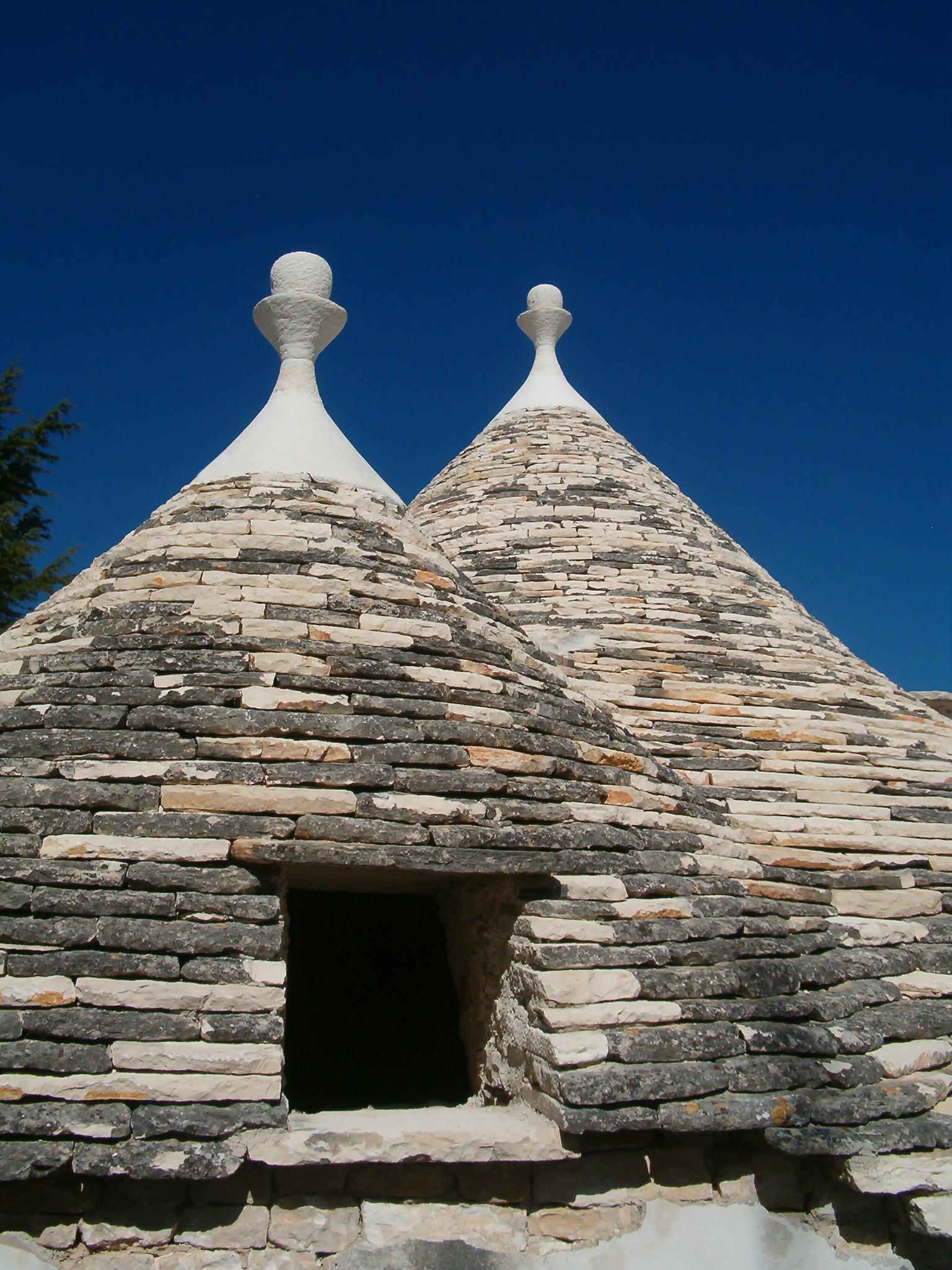
Cupole di trulli: si intravede sulla destra parte della scaletta ricavata nel paramento esterno per consentire l'accesso alla sommità al fine di facilitare le operazioni di manutenzione

I trulli possono essere annoverati tra gli esempi ancestrali di prototipo delle costruzioni modulari che nel XX secolo, con l'affermazione dell'architettura razionalista avrebbero avuto il loro exploit. Essi possono essere composti da un vano semplice (modulo unitario), oppure dall'accostamento di più ambienti (moduli), che in genere vengono aggiunti per gemmazione attorno al vano centrale.
L'unità costruttiva modulare del trullo presenta una pianta di forma approssimativamente circolare, sul cui perimetro si imposta la muratura a secco di spessore molto elevato.
Il grande spessore delle murature, unito al ridottissimo numero e dimensionamento delle aperture (spesso solo la porta di ingresso e al massimo il piccolissimo finestrino quadrato che fa da sfiato ai ridottissimi gabinetti ricavati all'interno per esigenze igieniche nel secondo dopoguerra) ne assicura un'elevatissima inerzia termica, il che garantisce una buona conservazione del calore all'interno durante l'inverno e le giornate più fredde, così come in estate attenua i picchi della temperatura esterna.

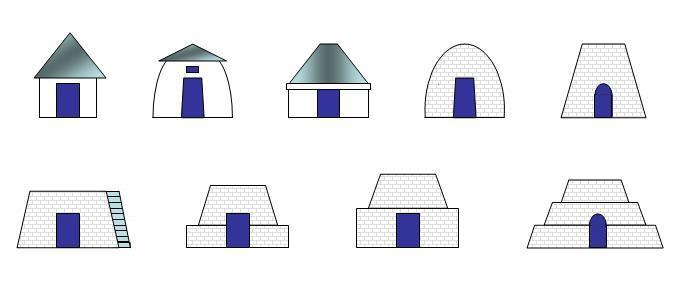
Scheda raffigurante in alto dei trulli, una caciara, un nuraghe e nella fila in basso le varianti di pajare

Le murature portanti, edificate così come descritto, vengono completate da una pseudo cupola che ne costituisce la copertura. Questa consiste in una struttura autoportante – nel senso che non necessita di centinatura – costituita da una serie concentrica di lastre orizzontali disposte a gradini rientranti sempre più, man mano che si va verso l'alto, in cui ogni giro completo è staticamente in equilibrio con quelli inferiori. Questo strato interno di lastre calcaree di maggiore spessore, dette chianche, è completato da quello esterno, costituente il vero e proprio tetto, in lastre più sottili, dette chiancarelle, terminante in una chiave di volta frequentemente scolpita con elementi lapidei decorativi a carattere esoterico, spirituale o scaramantico, sporgenti al vertice del conoide di copertura.

### Collocazione geografica

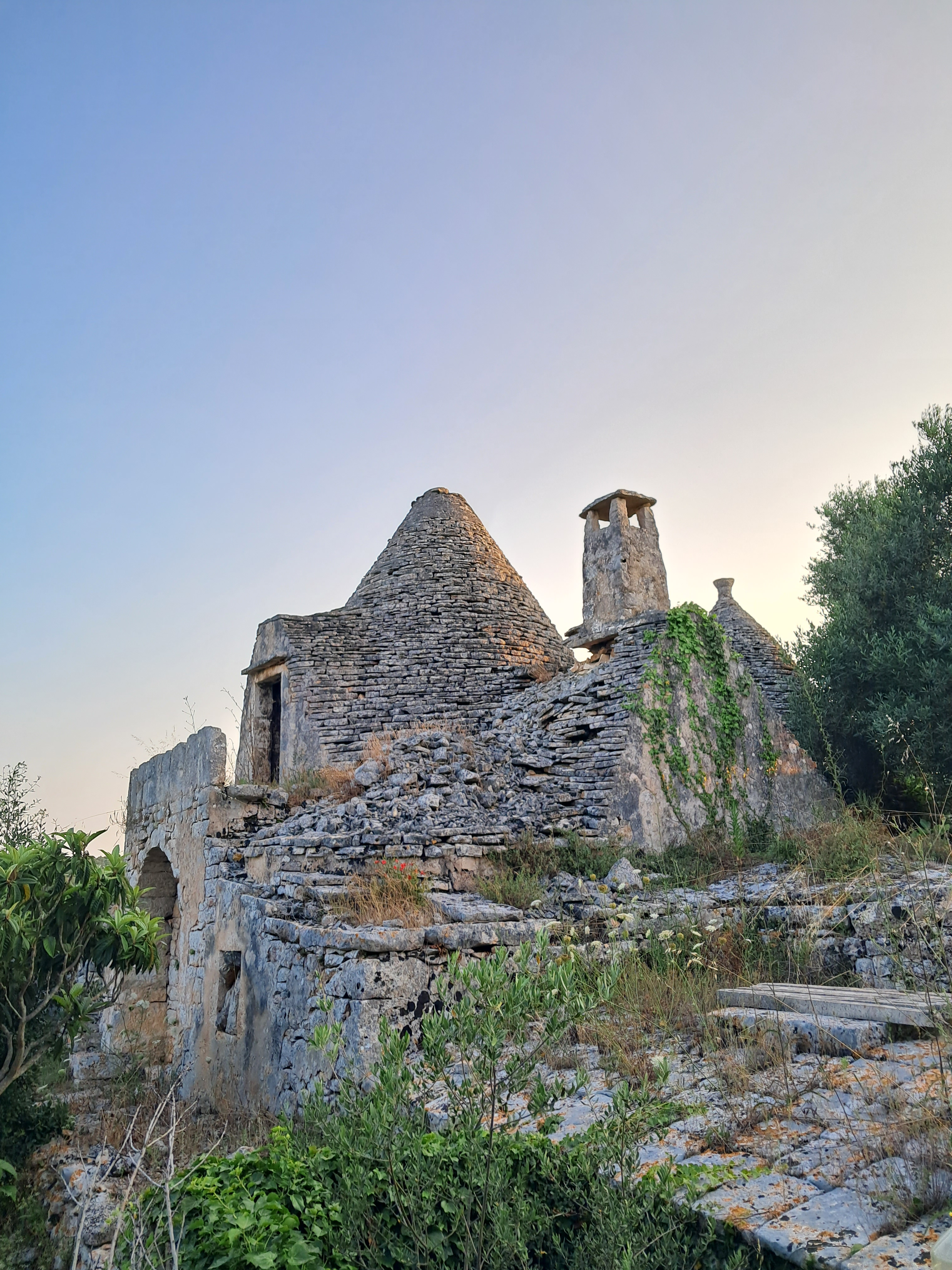
Trullo sovrano, a due piani, nelle campagne di Ceglie Messapica

L'altopiano delle Murge, per la sua stessa natura geolitologica a matrice essenzialmente calcarea, ha fornito la possibilità agli abili costruttori delle epoche più remote di progettare e tramandare fino ai nostri giorni queste costruzioni.
Il territorio in cui più importante è la presenza dei trulli si identifica geograficamente con la Valle d'Itria, dove sono chiamati casìdde (dal latino casella, piccola casupola, capanna). Qui la città di Alberobello (Città metropolitana di Bari), avendo un intero quartiere, coincidente con il centro storico cittadino, edificato integralmente con queste costruzioni, rappresenta a tutti gli effetti la "capitale dei trulli". Sino agli anni cinquanta del XX secolo, anche il comune di Villa Castelli (provincia di Brindisi) era costituito prevalentemente da trulli, e attualmente non ne esistono più perché sia nel comune che nel suo comprensorio vennero quasi tutti demoliti dal decennio successivo. Altre aree in cui particolarmente diffuso è questo tipo di costruzione sono le zone rurali e/o periferiche delle cittadine limitrofe Locorotondo, Castellana Grotte, Conversano, Noci, Putignano e Monopoli e lo stesso agro del comune di Bari nella Città metropolitana di Bari; Martina Franca, Mottola, Crispiano, e più limitatamente Grottaglie, Massafrae gli stessi agri delle città di Taranto e Statte in provincia di Taranto; Cisternino, Ostuni, Fasano, Selva di Fasano, Ceglie Messapica e limitatamente nel piccolo comune di San Michele Salentino in provincia di Brindisi, che costituiscono la cosiddetta "Murgia dei trulli", ossia un territorio omogeneo per la diffusione dei trulli, la popolazione sparsa nelle campagne e la polverizzazione fondiaria. 
Qualche trullo è inoltre presente nel territorio comunale di Latiano, ai confini con San Michele Salentino.
Nelle campagne circostanti a questi centri urbani negli ultimi decenni del XX secolo si è ampiamente diffusa la cultura del recupero e riuso dei manufatti antichi che connotano tale area, tanto da renderli appetibili ad un turismo stanziale ad alto livello che ha portato investitori stranieri, per lo più inglesi ad acquistare tenute di dimensioni considerevoli e spesso a trasferirvisi anche per diversi mesi all'anno.

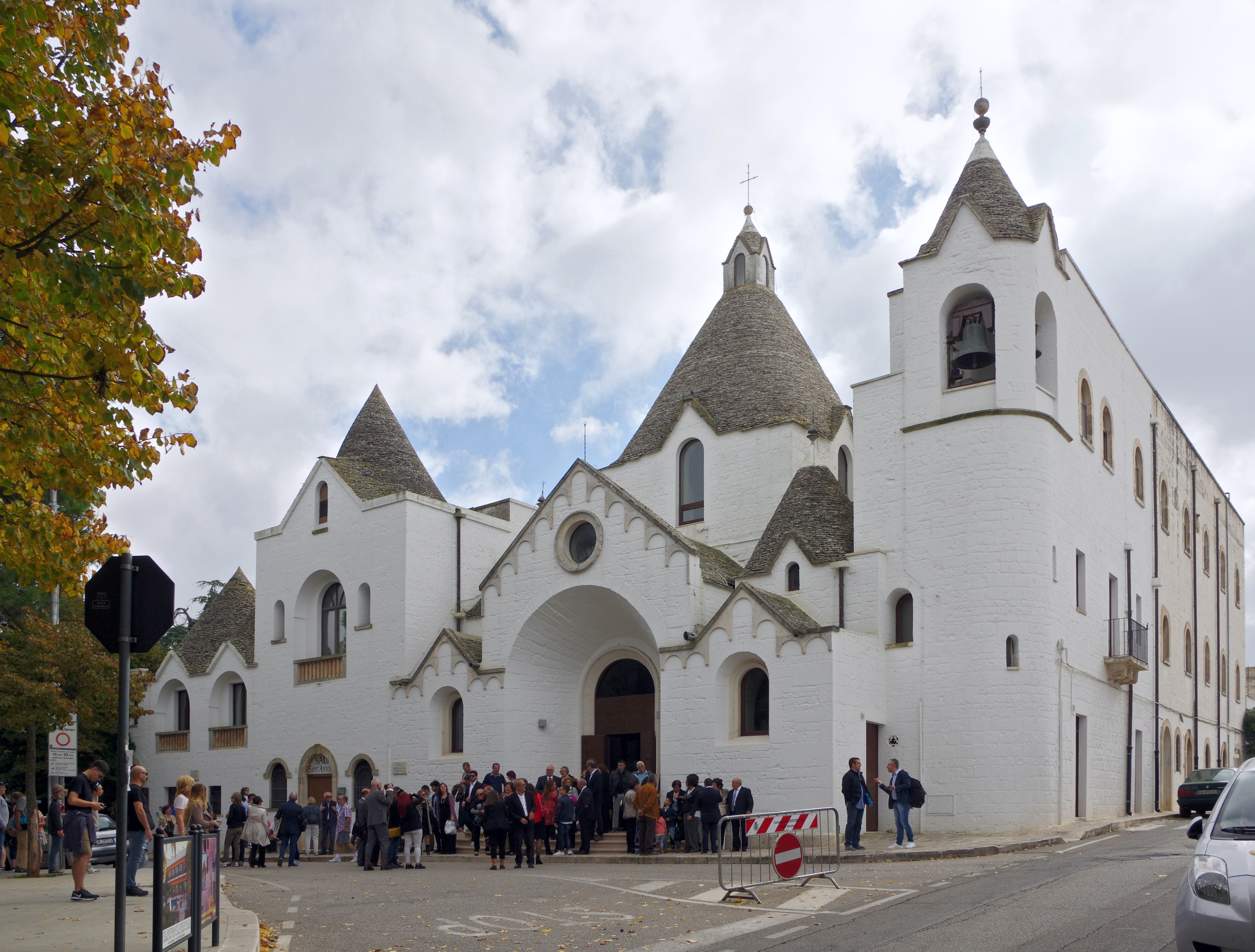
Chiesa di Sant'Antonio ad Alberobello, costruita nel XX secolo da uno degli ultimi "mastri trullari" ancora attivi nella cittadina. È definita "a trullo", perché ottenuta dalla sovrapposizione e dalla congiunzione delle strutture architettoniche proprie del trullo. Il frontespizio è coronato da tre quinte, abbellito da un rosone e da due finestre a tutto sesto come la porta d'ingresso. La cupola è "a trullo" (19,80 m); al di sopra un lucernario si eleva per altri 3,20 m. Il campanile è sormontato da un cupolino (18,90 m). L'interno è a croce greca.

Costruzioni simili sono presenti anche nella zona costiera dell'altopiano della Murgia pugliese, a partire dai territori di Monopoli e Polignano a Mare fino all'incirca a Barletta - rimanendo lungo la costa - e fino ad addentrarsi nell'entroterra dei Comuni della Murgia nord-occidentale (Bari); tali costruzioni più vicine al mare e utilizzate per altri scopi, presentano evidenti particolari architettonici differenti da quelli dei trulli propriamente detti, primo fra tutti la forma costruttiva della volta che è centinata e non più costituita dal conoide autoportante caratteristico del trullo.
Anche nel nord barese, nella Murgia nord-occidentale, si rinvengono costruzioni simili al trullo, ma molto più basse e squadrate. Queste venivano soprattutto utilizzate dai pastori, come ricoveri temporanei, e dagli agricoltori come depositi di attrezzi oltre che come riparo da improvvisi eventi meteorici. Alcuni sono di fattura molto pregiata e non si esclude che in talune epoche possano aver rivestito ruoli importanti nella difesa del territorio dalle incursioni saracene, altri invece molto più semplici.
La seconda area dei trulli in Puglia è però costituita dalla provincia di Taranto meridionale e in particolare dai comuni di Maruggio, Torricella, Lizzano, Manduria, Sava e Avetrana dove i trulli, diversi per forma geometrica, vengono chiamati tròdduri, truddi e, per le strutture multiple, è usato il termine paritàru. Nella stessa area inoltre vi è la presenza di altre strutture a secco, chiamate pajari o pagghiari, costituite da una struttura in pietre a secco e un tetto fatto di fasci di sparto, che ne conferivano un aspetto quasi simile ai cottage irlandesi. Queste strutture sono tuttavia quasi del tutto scomparse. Anche il Salento (specie meridionale) costituisce un'area dei trulli rilevante. Qui le strutture vengono dette pajare o truddi, da non confondere con le strutture omonime del tarantino meridionale.
Per la costruzione della tipica struttura pugliese venivano utilizzate pietre calcaree del posto, il cui utilizzo ne implicava la rimozione dai campi, laddove impedivano la coltivazione. A ciò si deve l'esistenza di numerose forme costruttive, le quali dipendendo molto dal tipo di pietra rinvenuta (a chianca, tondeggiante, più o meno facilmente lavorabile, ecc.), variano anche nel raggio di pochi chilometri.

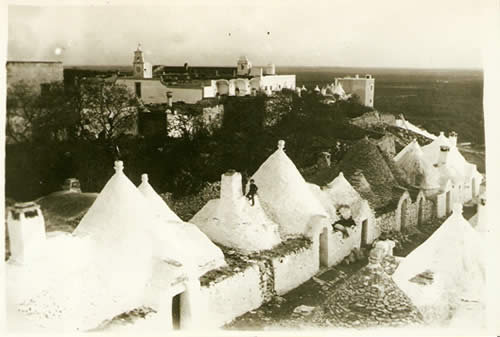
Il borgo originario di Villa Castelli con i trulli che sono stati successivamente demoliti e abbandonati.
Trulli a Villa Castelli che sono stati abbandonati o addirittura demoliti.
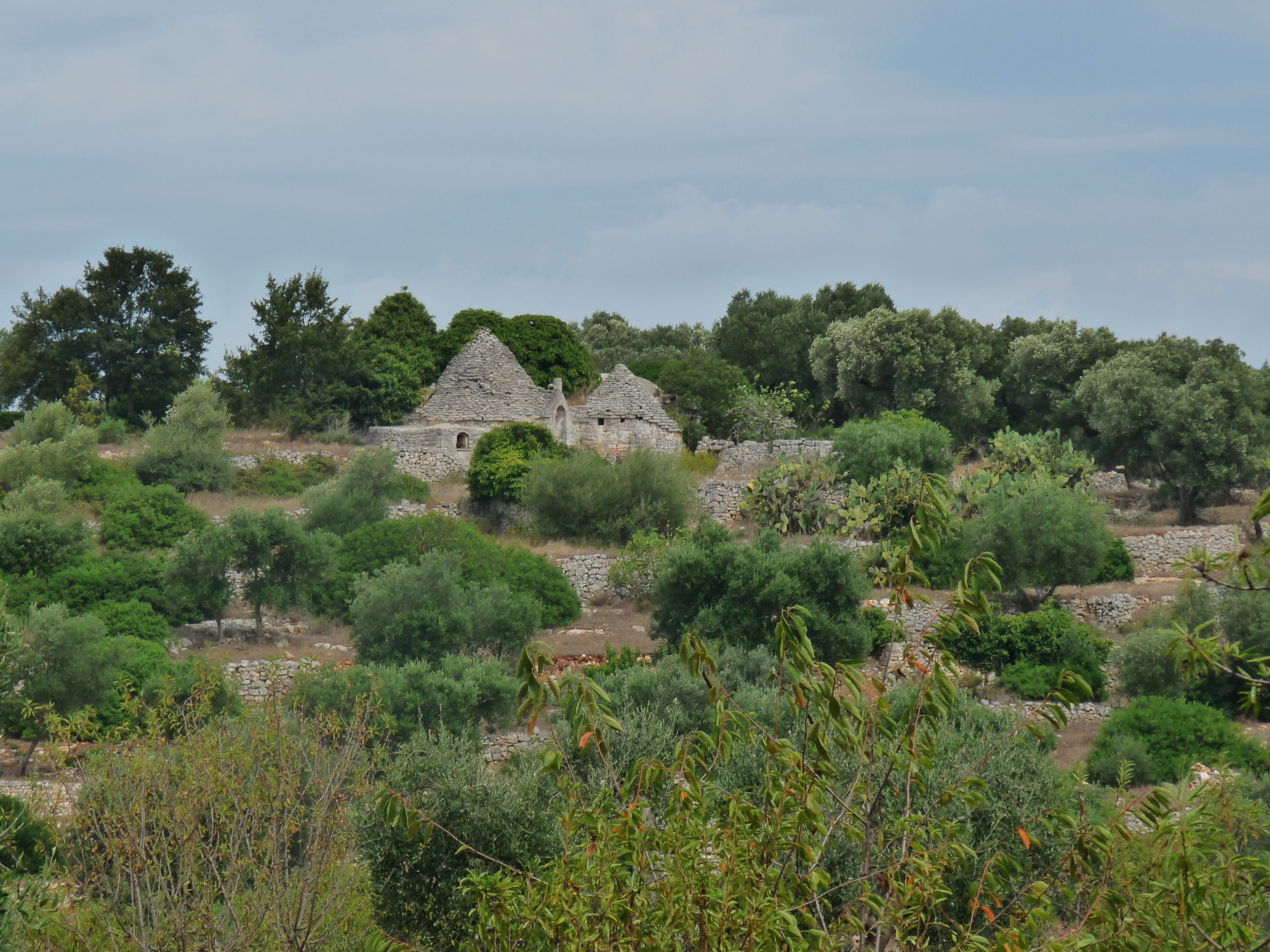
Trullo e terrazzamenti nelle campagne di Ceglie Messapica
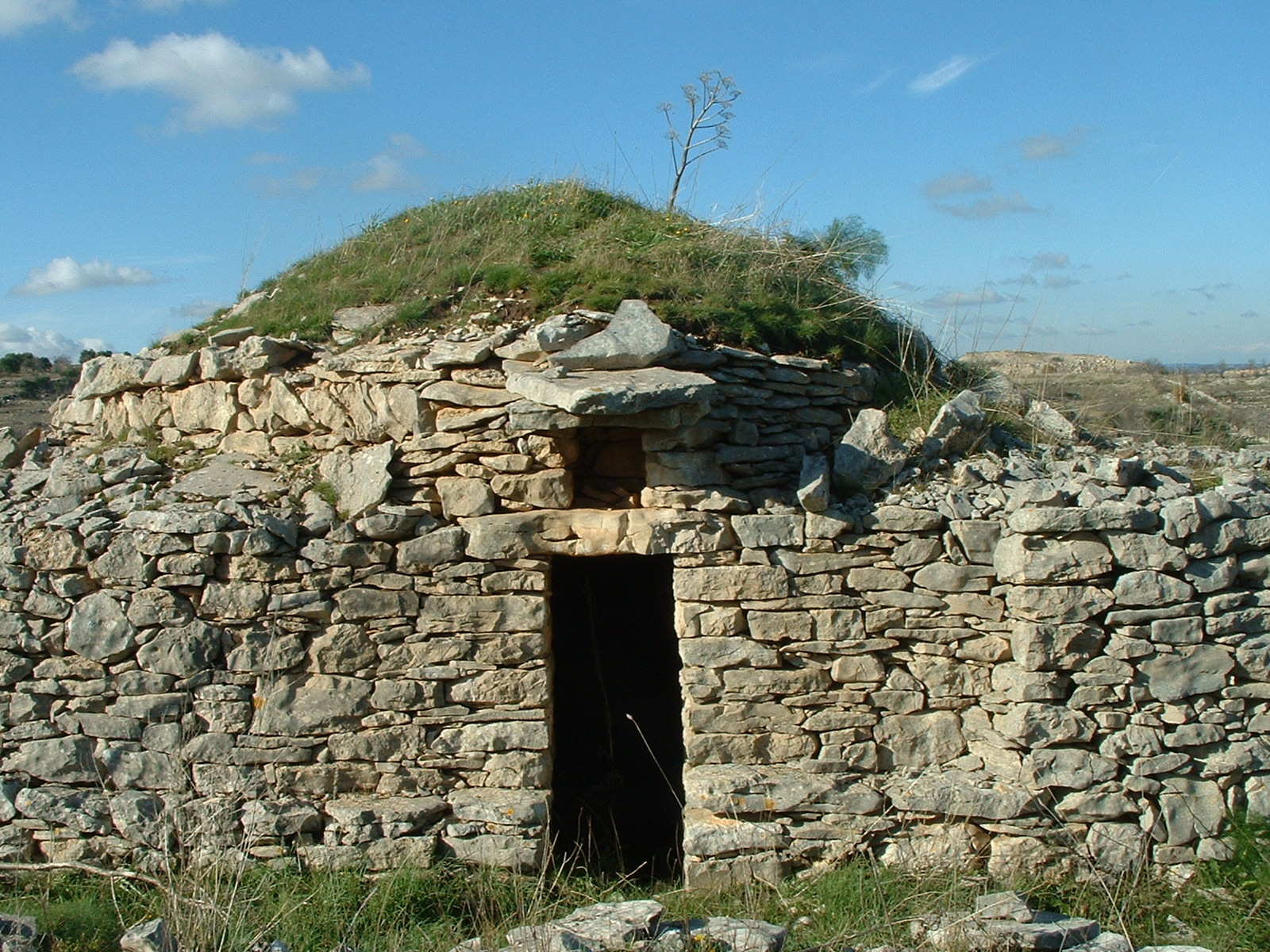
Un trullo della Murgia nord-occidentale
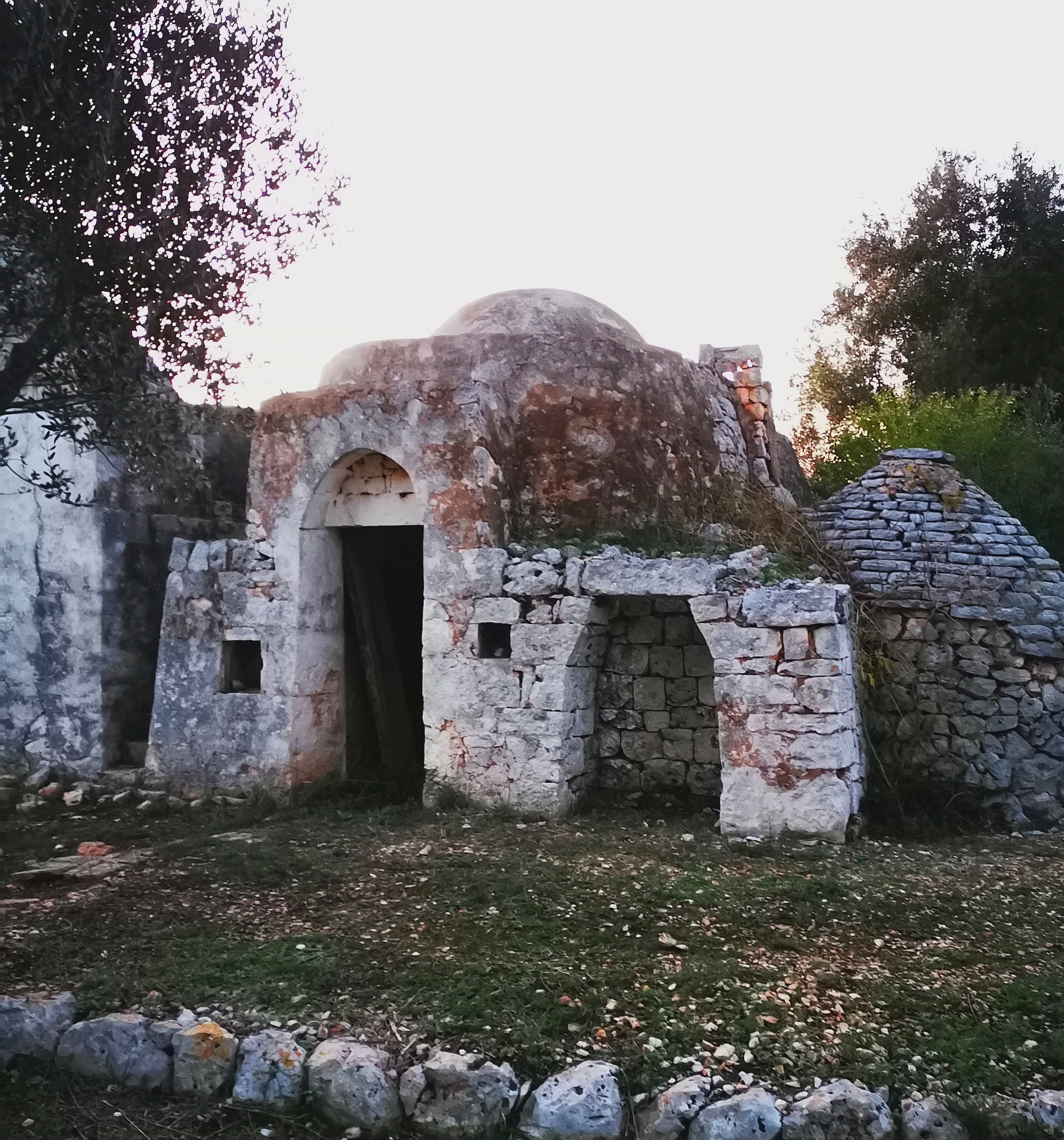
Un cosiddetto "trullo saraceno" (più diffuso a Ostuni, Carovigno, San Vito dei Normanni). Essendo strutturati diversamente rispetto ai trulli classici, dispongono di forti rinfianchi intonacati, lasciando visibile solo la cima della cupola.
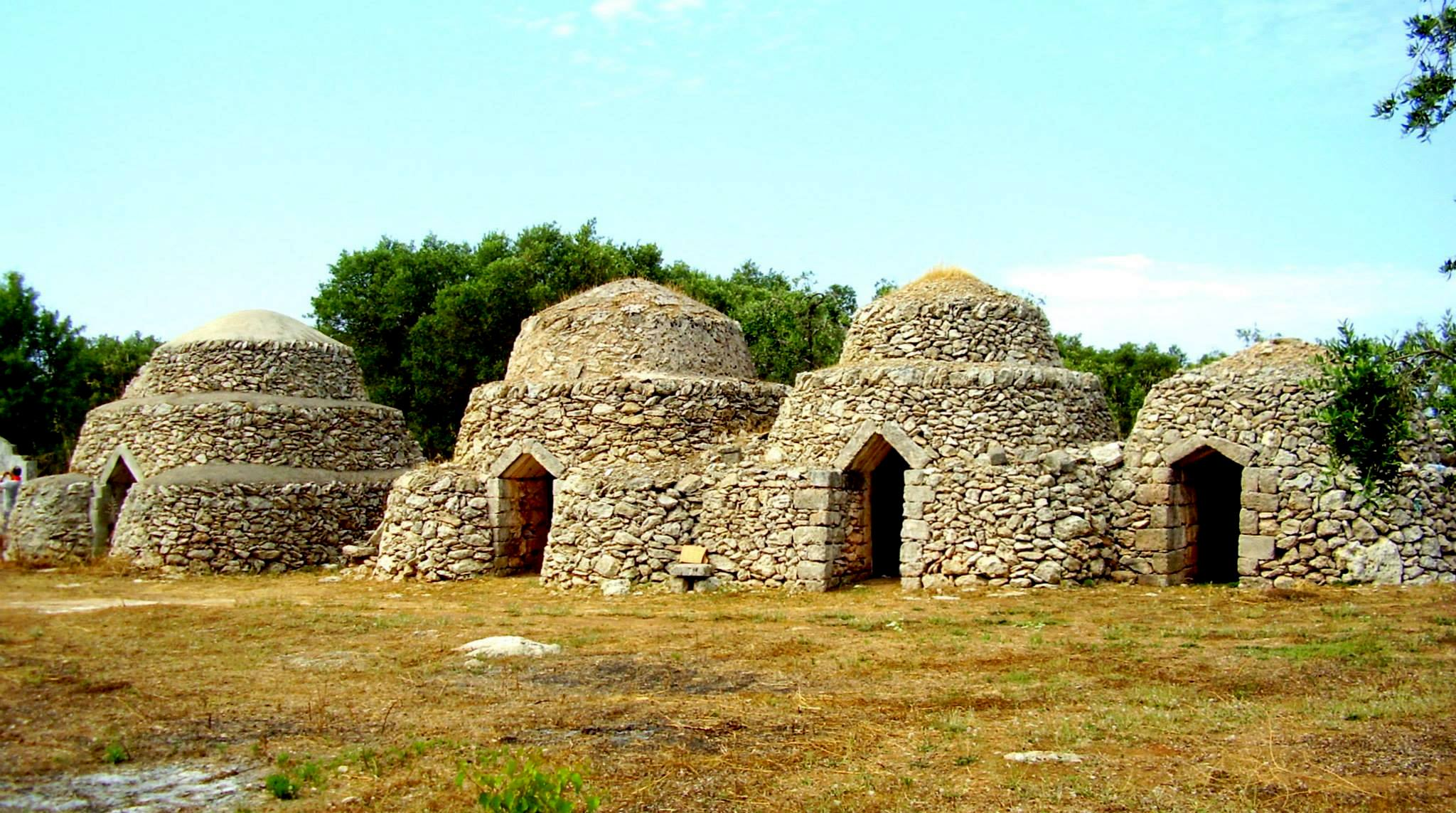
Serie di "Truddu" o pajare nelle campagne di Maruggio (TA).

È possibile trovare dei trulli nella regione del Lot in Francia, lungo il cammino di San Giacomo da Compostela lungo il percorso successivo alla tappa passante per Figeac.
Dopo la seconda guerra mondiale moltissimi trulli furono abbandonati e nel centro paese di Villa Castelli furono distrutti per far sorgere palazzi. Anche ad Alberobello avvenne questo, solo nella parte moderna, che un tempo ospitava tantissimi trulli.

### Utilizzo del trullo

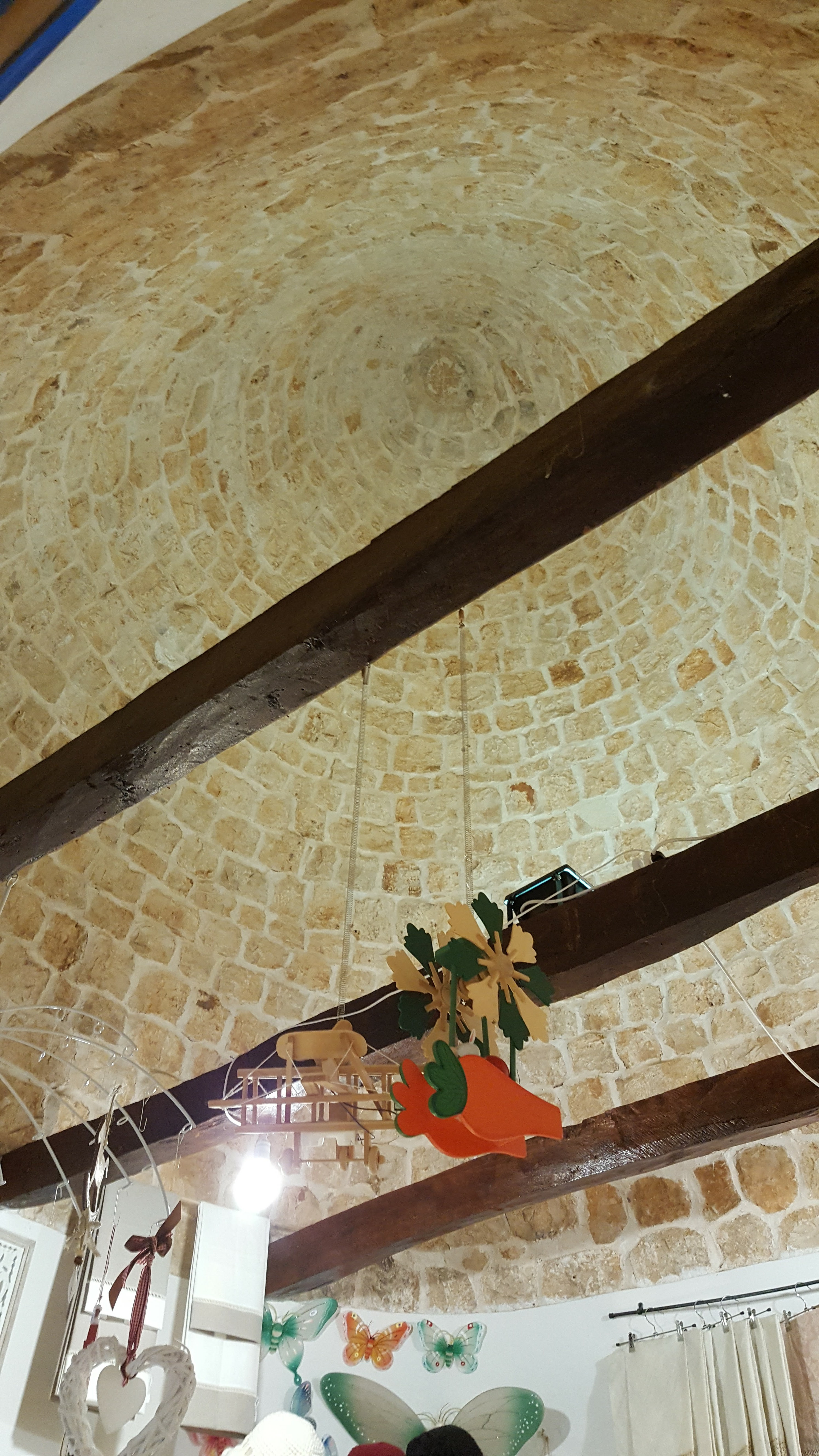
Interno di un trullo restaurato, con travi a vista prive di funzione strutturale

Il Trullo nasce come una tipica costruzione contadina in cui, a prescindere dalle diverse teorie sulle motivazioni storiche che hanno portato alla sua diffusione in questa particolare area che è la Valle d'Itria, il cozzaro (ovvero colui che coltivava la terra del padrone) poteva avere un giaciglio dove dormire e tenere gli attrezzi del campo. I lettini (generalmente semplici pagliericci poggiati sul pavimento) dei bambini erano collocati in alcove ricavate in nicchie, generate per gemmazione dalla muratura del trullo principale e separate da questo tramite tende, che sopperivano, dati gli spazi angusti, alla funzione delle porte.
All'ingresso sorgono delle nicchie di Santi.
Dal punto di vista dell'utilizzo degli spazi interni, il trullo è nato con un solo piano abitabile, quello terreno (l'unica eccezione di un trullo ma non solo, a due piani è il così denominato Trullo Sovrano chiamato anche Corte di Papa Cataldo, presumibilmente edificato dalla famiglia Perta nell'Ottocento o nella seconda metà del settecento a scopo di promozione turistica). È stata sede delle confraternite di Alberobello e all'ingresso compare un affresco che raffigura il Calvario di artista Ignoto. Tuttavia, per un migliore utilizzo degli angusti spazi, man mano che le famiglie crescevano spesso si ricorreva alla soppalcatura di uno o più vani allo scopo di allocarvi i giacigli per i figli oppure di adibirli a ripostigli celati allo sguardo dei visitatori occasionali.
Alcune travi di legno, disposte trasversalmente in alto e tuttora visibili in alcuni trulli, non hanno mai avuto funzioni strutturali ma hanno assolto piuttosto la funzione di appendere vivande, provviste, stoviglie, attrezzi, in modo tale da tenerli ben sollevati da terra, tenendo conto che il pavimento in terra battuta poteva essere condiviso da persone e animali domestici.
Lo spazio davvero ristretto e la poca luce proveniente da quella che spesso era l'unica apertura, l'uscio dell'ingresso, ha determinato l'adozione praticamente generalizzata di un accorgimento elementare ma efficace per dare agli ambienti profondità e luminosità allo stesso tempo: l'utilizzo di mobili dotati di almeno uno specchio (a tutt'altezza o come specchiere su credenze), posti di fronte all'entrata.